# Xianqian
Xianqian (kinesiska: 先遣, 先遣乡) är en socken i Kina. Den ligger i den autonoma regionen Tibet, i den sydvästra delen av landet, omkring 840 kilometer nordväst om regionhuvudstaden Lhasa. Antalet invånare är 1 825. Befolkningen består av 901 kvinnor och 924 män. Barn under 15 år utgör 33 %, vuxna 15-64 år 62 %, och äldre över 65 år 4,0 %.
Genomsnittlig årsnederbörd är 212 millimeter. Den regnigaste månaden är augusti, med i genomsnitt 55 mm nederbörd, och den torraste är december, med 1 mm nederbörd.